# Talsperre Gargar
Die Talsperre Gargar (französisch Barrage Gargar) liegt in Algerien in der Kommune Oued Rhiou, Provinz Relizane. Sie staut den Oued Rhiou zu einem Stausee auf. Die Stadt Mostaganem befindet sich ca. 60 km westlich der Talsperre, die Stadt Ech Cheliff ca. 30 km nordöstlich.
Die Talsperre wurde von 1984 bis 1988 errichtet. Sie dient der Bewässerung und der Trinkwasserversorgung.

## Absperrbauwerk
Das Absperrbauwerk ist ein Staudamm mit einer Höhe von 90 (bzw. 70) m und einer Kronenlänge von 400 m. Die Dammkrone liegt auf einer Höhe von 130 m über dem Meeresspiegel. Die Breite des Staudamms beträgt an der Basis 480 m und an der Krone 10 m.
Der Staudamm verfügt sowohl über einen Grundablass als auch über eine Hochwasserentlastung. Über den Grundablass können maximal 98,12 m³/s abgeleitet werden.

## Stausee
Beim normalen Stauziel von 118 m (maximal 129,78 m bei Hochwasser) erstreckt sich der Stausee über eine Fläche von rund 21 km² und fasst 450 Mio. m³ Wasser. 2004 betrug der Speicherinhalt 358 Mio. m³. Der jährliche Zufluss in den Stausee beträgt rund 185 Mio. m³.